# Garewal Singh
Gurcharan Singh Garewal (4 mei 1911 - 7 februari 1949) was een Indiaas hockeyer. 
Singh won met de Indiase ploeg de olympische gouden medaille in 1936. Singh kwam alleen in actie in de groepswedstrijd tegen de Verenigde Staten.

## Resultaten
- 1936  Olympische Zomerspelen in Berlijn